# هيلسبوروغ
هيلسبوروغ (بالإنجليزية: Hillsborough)‏ وهي مقاطعة تقع في جنوب ولاية نيو هامبشير في الولايات المتحدة، في إحصاء سنة 2010 بلغ عدد سكان هذه المقاطعة 400,721 تضم هذه المقاطعة مدينتي مانتشستر, نيو هامبشير و ناشوا وتعتبر هذه المقاطعة من أكثر المناطق كثافة سكانية في شمال نيو إنجلاند.

## أعلام
- بنيامين بيرس
- نيل هانتينغتون